# Dolophilodes setosa
Dolophilodes setosa là một loài Trichoptera trong họ Philopotamidae. Chúng phân bố ở miền Ấn Độ - Mã Lai.